# Fabian Nussbaumer
Fabian Nussbaumer (* 5. Februar 1997 in Innsbruck) ist ein ehemaliger österreichischer Eishockeyspieler, der beim HC Innsbruck und Kitzbüheler EC spielte.

## Karriere
Nussbaumer startete seine Karriere beim HC Innsbruck und wechselte mit 14 Jahren in die Jugendabteilung des EC Red Bull Salzburg. Er spielte dort in den verschiedensten Mannschaften und Ligen und wechselte zur Saison 2017/18 zurück zum HC Innsbruck.
Im Sommer 2020 gab Nussbaumer sein Karriereende bekannt.

### International
Nussbaumer vertrat Österreich bei der U18-Weltmeisterschaft 2015 und bei den U20-Weltmeisterschaften 2016 und 2017.

## Erfolge und Auszeichnungen
- 2015 Österreichischer U18-Meister mit dem EC Red Bull Salzburg
- 2016 Österreichischer U20-Meister mit dem EC Red Bull Salzburg

## Karrierestatistik
(Legende zur Spielerstatistik: Sp oder GP = absolvierte Spiele; T oder G = erzielte Tore; V oder A = erzielte Assists; Pkt oder Pts = erzielte Scorerpunkte; SM oder PIM = erhaltene Strafminuten; +/− = Plus/Minus-Bilanz; PP = erzielte Überzahltore; SH = erzielte Unterzahltore; GW = erzielte Siegtore; 1 Play-downs/Relegation; Kursiv: Statistik nicht vollständig)